# 荷蘭灣徑

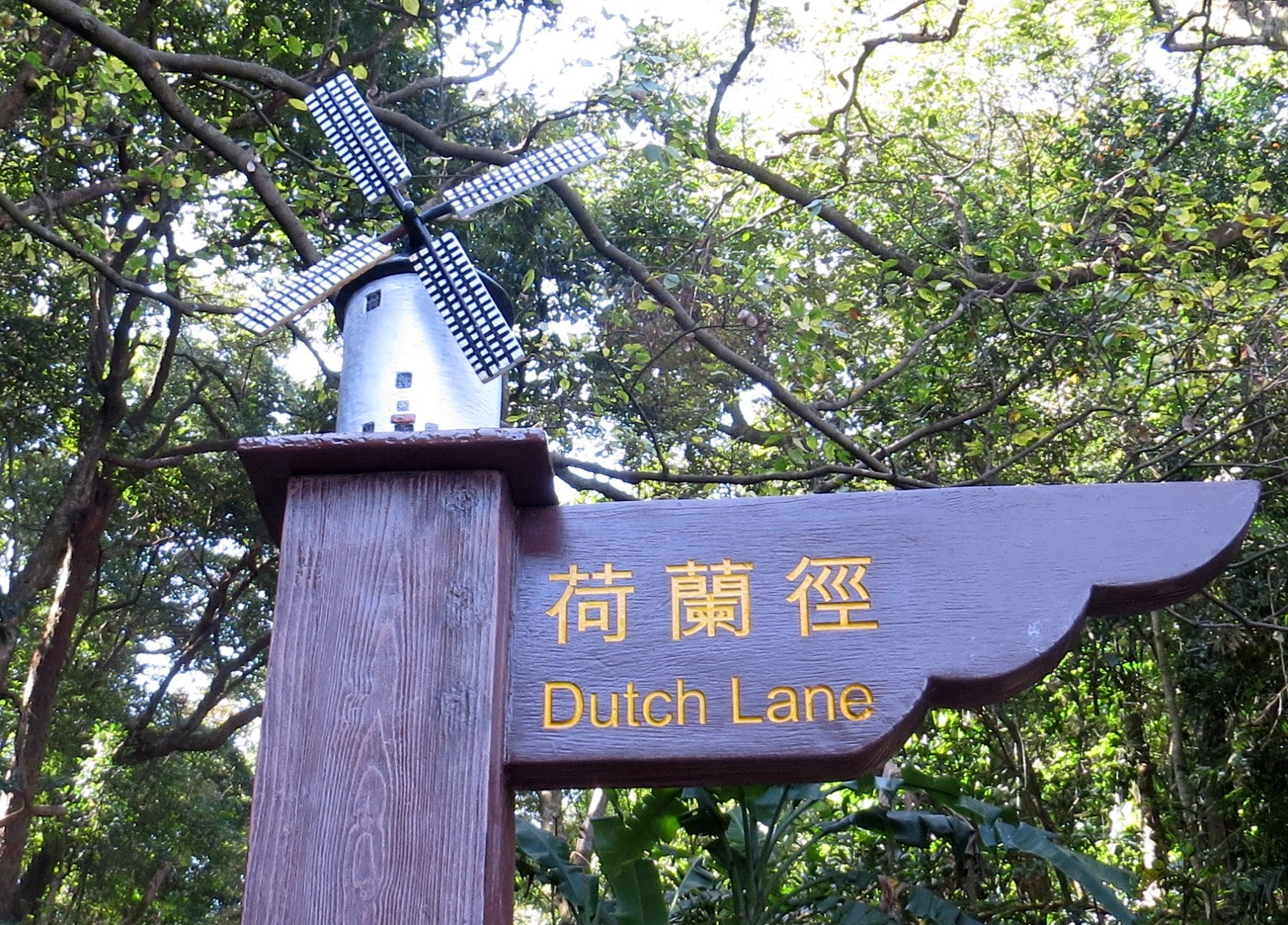
荷蘭灣徑指示牌。

荷蘭灣徑（英語：Dutch Lane），又稱荷蘭海員徑，簡稱荷蘭徑，是香港一條郊遊路徑，位於香港島灣仔區南部，東起灣仔峽道近南端出口，西至馬己仙峽道近食水配水庫，沿寶雲山北麓約海拔200米處而建。傳說位於中環與下環（今灣仔）之間的地方，昔日被名為「荷蘭灣」（另有傳說指海灣名稱源自在該處登陸的荷蘭海員），該徑可望到荷蘭灣的景色而得名。